# Championnat de Géorgie de football 2001-2002
Navigation
Saison précédente Saison suivante
La saison 2001-2002 du Championnat de Géorgie de football était la 13e édition de la première division géorgienne. Le championnat, appelé Umaglesi Liga, regroupe les seize meilleurs clubs géorgiens au sein d'une poule unique, où les équipes se rencontrent deux fois dans la saison, à domicile et à l'extérieur. À la fin de cette première phase, les 3 premiers de chaque poule disputent la poule pour le titre tandis que les 3 derniers jouent la poule de relégation, dont les 2 derniers du classement sont relégués et le 4e dispute un barrage de promotion-relégation face au 3e de D2.
Le Torpedo Koutaïssi, double tenant du titre, confirme sa supériorité sur le football géorgien en remportant à nouveau le titre cette saison, avec un seul point d'avance sur le Lokomotiv Tbilissi et 4 sur le FC Dinamo Tbilissi. C'est donc le 3e titre de champion de l'histoire du club, qui manque le doublé en s'inclinant face à son dauphin en championnat, le Lokomotiv Tbilissi, en finale de la Coupe de Géorgie.

## Les 12 clubs participants
| - FC Dinamo Tbilissi - Metalurg Rustavi - Kolkheti 1913 Poti - Torpedo Koutaïssi - Dinamo Batoum - Lokomotiv Tbilissi | - FC Merani Tbilissi - Sioni Bolnissi - Samgurali Tskhaltubo - Promu de Pirveli Liga - WIT Georgia Tbilissi - Guria Lanchkhuti - Promu de Pirveli Liga - Metalurgi Zestafoni - Promu de Pirveli Liga |

## Compétition
Le barème de points servant à établir tous les classements se décompose ainsi :
- Victoire : 3 points
- Match nul : 1 point
- Défaite : 0 point

### Première phase
| Rang | Équipe                   | Pts | J  | G  | N | P  | Bp | Bc | Diff |
| ---- | ------------------------ | --- | -- | -- | - | -- | -- | -- | ---- |
| 1    | Torpedo Koutaïssi (T)    | 52  | 22 | 16 | 4 | 2  | 52 | 13 | +39  |
| 2    | Lokomotiv Tbilissi       | 49  | 22 | 15 | 4 | 3  | 38 | 12 | +26  |
| 3    | FC Dinamo Tbilissi       | 38  | 22 | 11 | 5 | 6  | 37 | 19 | +18  |
| 4    | Dinamo Batoum            | 37  | 22 | 11 | 4 | 7  | 31 | 19 | +12  |
| 5    | Kolkheti 1913 Poti       | 35  | 22 | 10 | 5 | 7  | 32 | 29 | +3   |
| 6    | FC Merani Tbilissi       | 34  | 22 | 10 | 4 | 8  | 34 | 28 | +6   |
| 7    | WIT Georgia Tbilissi     | 33  | 22 | 9  | 6 | 7  | 33 | 29 | +4   |
| 8    | Sioni Bolnissi           | 25  | 22 | 7  | 4 | 11 | 17 | 30 | -13  |
| 9    | Metalurgi Zestafoni (P)  | 20  | 22 | 4  | 8 | 10 | 17 | 34 | -17  |
| 10   | Guria Lanchkhuti (P)     | 15  | 22 | 3  | 6 | 13 | 14 | 44 | -30  |
| 11   | Gorda Rustavi            | 14  | 22 | 3  | 5 | 14 | 16 | 37 | -21  |
| 12   | Samgurali Tskhaltubo (P) | 14  | 22 | 3  | 5 | 14 | 15 | 42 | -27  |

|  | Participation à la poule pour le titre            |
|  | Participation à la poule de relégation            |
|  | (T) : Tenant du titre (P) : Promu de Pirveli Liga |

### Seconde phase
Les équipes démarrent la seconde phase avec la moitié du total des points acquis lors de la première phase.

#### Poule pour le titire
| Rang | Équipe                 | Pts | J  | G | N | P | Bp | Bc | Diff |
| ---- | ---------------------- | --- | -- | - | - | - | -- | -- | ---- |
| 1    | Torpedo Koutaïssi (T)  | 48  | 10 | 7 | 1 | 2 | 12 | 5  | +7   |
| 2    | Lokomotiv Tbilissi (C) | 47  | 10 | 7 | 1 | 2 | 18 | 6  | +12  |
| 3    | FC Dinamo Tbilissi     | 44  | 10 | 8 | 1 | 1 | 20 | 1  | +19  |
| 4    | Kolkheti 1913 Poti     | 26  | 10 | 2 | 2 | 6 | 9  | 16 | -7   |
| 5    | Dinamo Batoum          | 23  | 10 | 1 | 1 | 8 | 5  | 19 | -14  |
| 6    | FC Merani Tbilissi     | 23  | 10 | 2 | 0 | 8 | 7  | 24 | -17  |

|  | Qualification pour la Ligue de champions 2002-2003                                       |
|  | Qualification pour la Coupe UEFA 2002-2003                                               |
|  | (T) : Tenant du titre (C) : Vainqueur de la Coupe de Géorgie (P) : Promu de Pirveli Liga |

#### Poule de relégation
| Rang | Équipe                   | Pts | J  | G | N | P  | Bp | Bc | Diff |
| ---- | ------------------------ | --- | -- | - | - | -- | -- | -- | ---- |
| 1    | WIT Georgia Tbilissi     | 35  | 10 | 5 | 3 | 2  | 12 | 8  | +4   |
| 2    | Sioni Bolnissi           | 29  | 10 | 5 | 1 | 4  | 18 | 13 | +5   |
| 3    | Metalurgi Zestafoni (P)  | 27  | 10 | 5 | 2 | 3  | 16 | 10 | +6   |
| 4    | Gorda Rustavi            | 25  | 10 | 5 | 3 | 2  | 20 | 11 | +9   |
| 5    | Samgurali Tskhaltubo (P) | 23  | 10 | 5 | 1 | 4  | 11 | 10 | +1   |
| 6    | Guria Lanchkhuti (P)     | 8   | 10 | 0 | 0 | 10 | 4  | 29 | -25  |

|  | Qualification pour la Coupe Intertoto 2002                                               |
|  | Participation au barrage de promotion-relégation                                         |
|  | Relégation directe en deuxième division                                                  |
|  | (T) : Tenant du titre (C) : Vainqueur de la Coupe de Géorgie (P) : Promu de Pirveli Liga |

### Matchs

#### Barrage de promotion-relégation
Le 4e de la poule de relégation affronte le 3e de D2 lors d'un match simple pour déterminer le dernier club participant à la prochaine saison de première division.
| Équipe 1           | Résultat | Équipe 2         |
| ------------------ | -------- | ---------------- |
| Gorda Rustavi (D1) | 2 - 1    | FC Kobuleti (D2) |

## Bilan de la saison
| Championnat de Géorgie de football 2001-2002            |                              |
| Champion                                                | Torpedo Koutaïssi (3e titre) |
| Coupes et trophées                                      |                              |
| Vainqueur de la Coupe de Géorgie 2001-2002              | Torpedo Koutaïssi            |
| Qualifications continentales                            |                              |
| Ligue des champions 2002-2003 1er tour de qualification | Torpedo Koutaïssi            |
| Coupe UEFA 2002-2003                                    | Lokomotiv Tbilissi           |
| Coupe UEFA 2002-2003                                    | FC Dinamo Tbilissi           |
| Coupe Intertoto 2002                                    | WIT Georgia Tbilissi         |
| Promotions et relégations                               |                              |
| Promus en Umaglesi Liga                                 | Dila Gori                    |
| Promus en Umaglesi Liga                                 | Milan Tsnori                 |
| Relégués en Pirveli Liga                                | Samgurali Tskhaltubo         |
| Relégués en Pirveli Liga                                | Guria Lanchkhuti             |